# Le Déluge (Le Clézio)
Pour les articles homonymes, voir Le Déluge.
Le Déluge est un roman de J. M. G. Le Clézio publié le 11 mars 1966 aux éditions Gallimard. 

## Résumé
Découpé en treize chapitres précédés d'un prologue et conclus par un épilogue, Le Déluge suit treize journées successives de la vie de François Besson, jeune étudiant français. A mesure qu'elle découvre l'excursion du protagoniste dans la ville qui l'entoure, l'œuvre témoigne d'un personnage complexe, aussi bien dans les rapports qu'il entretient avec ses congénères (parents, amies ou simples inconnus) que dans la manière dont il perçoit le monde environnant. Amené peu à peu à couper tout contact avec l'humanité, Besson, personnage contemplatif et interrogateur, expérimente des vies humaines diverses : tour à tour fils artiste (chapitres I et V) "homme respectable" (chap. VI), confident et amant (chap. VIII), pécheur impénitent puis chrétien confessé (chap. X), ouvrier de chantier (chap. XI) et finalement vagabond solitaire (chap. XI). Lassé et violenté par un monde urbain et agressif qu'il tentait de comprendre, le personnage finira par s'aveugler volontairement en fixant son regard sur le "soleil barbare", "au bruit très blanc et monotone" (chap. XII).

## Analyse
Le Déluge est la troisième œuvre publiée par Jean-Marie Gustave Le Clézio, âgé de 26 ans quand elle paraît aux éditions Gallimard. Typique des premières fictions lecléziennes, tant par les thématiques abordées (l'expérience de la folie, de la conscience et du vivant) que par le style adopté, le roman dessine un monde angoissant, sec et clos, rappelant l'univers du Procès-verbal dans lequel évoluait le personnage d'Adam Pollo, semblable à Besson. L'intertexte biblique, qui donne son titre à l'œuvre, la nourrit en tissant un réseau dense d'évocations religieuses, de l'image de l'arche de Noé au questionnement de la solitude humaine en passant par la menace de la punition divine. Par la manière dont il questionne la problématique de la conscience et de l'existence, Le Déluge figure ainsi un texte littéraire complexe et parfois difficile, où se mêlent les voix, les panoramas urbains et les descriptions détaillées de phénomènes matériels universels, comme la vibration de la chaleur ou la lente érosion des choses par les gouttes de pluie. L'hyperacuité et l'hyper-conscience du personnage marquent enfin cette fiction en faisant alterner, sur le plan narratif,  de longs passages descriptifs (la "Carte du corps de Josette", chap. IV) et des scènes anecdotiques saisies dans la rue par Besson ("Les gens regardent le grand chien jaune en train de mourir.", chap. IX).

## Éditions
- Le Déluge, éditions Gallimard, 1966  (ISBN 2070103064).